# Mamuka II Xarvaixidze
Mamuka II Xarvaixidze (Manuixihr Beg) fou príncep d'Abkhàzia des del 1757, rebel·lat contra els turcs ajudat pel seu germà Zurab Xarvaixidze que el va succeir. Va morir abans del 1779. El seu fill Keleix Ahmad Beg Xarvaixidze va ser príncep el 1789.